# Боков, Фёдор Ефимович
Фёдор Ефимович Боков (1903—1984) — советский военный политработник, генерал-лейтенант (1943).

## Биография
Родился 25 декабря 1903 (7 января 1904) в селе Алфёровка (ныне — Новохопёрского района Воронежской области). В 1921—1926 годах работал в Новохопёрском уездном комитете ВЛКСМ.

### Служба в армии
- В РККА с 1926 года. Член ВКП(б) с 1927 года.
- Окончил Военно-политические курсы при Военной школе им. С. С. Каменева (1930).
- В 1930—1932 политрук роты, ответственный секретарь партбюро и заместитель командира полка по политической части.
- В 1932—1933 — ответственный секретарь партбюро Ейской школы морских лётчиков.
- Окончил Военно-политическую академию им. В. И. Ленина (1937).
- С 1937 — начальник курса, начальник факультета,
- С декабря 1937 года — начальник Военно-политической академии им. В. И. Ленина.
- 8 марта 1939 года присвоено звание бригадный комиссар.
- 14 ноября 1939 года присвоено звание дивизионный комиссар.

### Во время Великой Отечественной войны
- военный комиссар Генштаба (август 1941 — июль 1942), зам. начальника Генштаба по организационным вопросам (июль 1942 — апрель 1943).
- 4 августа 1942 года присвоено звание генерал-майор.
- 30 января 1943 года присвоено звание генерал-лейтенант.
- Член Военного совета Северо-Западного фронта (май — ноябрь 1943).
- Член Военного совета 2-го Белорусского фронта (февраль — апрель 1944).
- С июля 1944 и до конца войны — член Военного совета 5-й ударной армии.

## После войны
- Член Военного совета Группы советских войск в Германии по делам Советской военной администрации (1945—1946).
- Заместитель командующего войсками Приволжского ВО (1947—1949)
- Окончил Высшую военную академию имени К. Е. Ворошилова (1951).
- Заместитель командующего войсками Воронежского ВО по вузам (1952—1955).
- Начальник Высших академических курсов усовершенствования политсостава при Военно-политической академии им. В. И. Ленина (1956—61).

С 1961 года в запасе. Председатель Совета ветеранов 5-й ударной армии (1970—1984).
Умер генерал-лейтенант Ф. Е. Боков 25 октября 1984 года. Похоронен на Кунцевском кладбище в Москве.

## Награды
- два ордена Ленина (29.05.1945; 19.11.1951)[1]
- три ордена Красного Знамени (21.05.1942; 05.11.1946; 30.12.1956)
- орден Кутузова I степени (06.04.1945)[2]
- орден Богдана Хмельницкого 1 степени (13.09.1944)[3]
- орден Отечественной войны I степени (17.05.1943)
- три ордена Красной Звезды (22.02.1938; 03.11.1944; 06.01.1984)
- орден «Знак Почёта» (14.12.1939)
- Медаль «В ознаменование 100-летия со дня рождения Владимира Ильича Ленина» (6 апреля 1970)
- Медаль «За победу над Германией в Великой Отечественной войне 1941—1945 гг.»[4] (9 мая 1945[5])
- Юбилейная медаль «Двадцать лет Победы в Великой Отечественной войне 1941—1945 гг.» (7 мая 1965[6])
- Юбилейная медаль «Тридцать лет Победы в Великой Отечественной войне 1941—1945 гг.»[7]
- Медаль «За взятие Берлина» (9 июня 1945[8])
- Медаль «Ветеран Вооружённых Сил СССР»
- Медаль «30 лет Советской Армии и Флота»[9]
- Юбилейная медаль «40 лет Вооружённых Сил СССР»[10]
- Юбилейная медаль «50 лет Вооружённых Сил СССР» (26 декабря 1967[11])
- Юбилейная медаль «60 лет Вооружённых Сил СССР» (28 января 1978[12])
- знак «50 лет пребывания в КПСС»
- иностранные ордена и медали

## Сочинения
- Боков Ф. Е. Бессмертный подвиг сынов Азербайджана. — Баку, 1971.
- Боков Ф. Е. Весна победы. — М.: Воениздат, 1980. — 446 с. — (Военные мемуары).
- Боков Ф. Е. Совещание в Ставке о реорганизации танковой армии. // Военно-исторический журнал. — 1979. — № 3. — С.38-41.